# Sünde

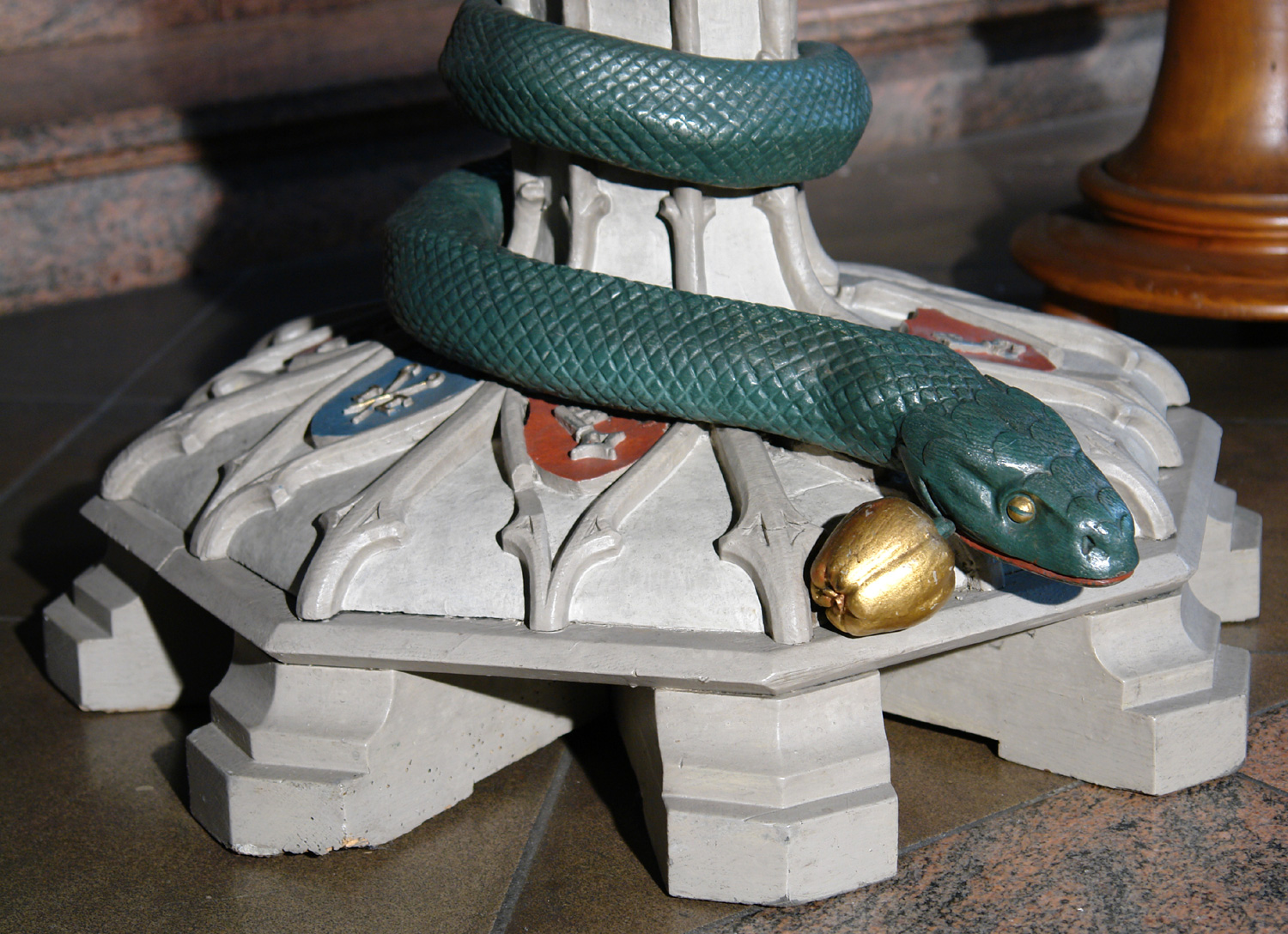
Die Sünde, symbolisiert durch die Schlange, wird durch die Taufe vertrieben. Taufstein in St. Johann (Bremen)

Sünde ist ein religiös konnotierter Begriff. Im christlichen Verständnis bezeichnet er den unvollkommenen Zustand des von Gott getrennten Menschen und seine falsche Lebensweise (d. h. das Übertreten von oder Herausfallen aus der göttlichen Gesetzesordnung). Diese Trennung kam, der biblischen Erzählung (Gen 3 ) zufolge, durch den Sündenfall zustande (durch das Essen der Frucht „vom Baum der Erkenntnis von Gut und Böse“). Die Sünde besteht nach christlichem Verständnis in einer Abkehr von Gottes Willen, im Misstrauen Gott gegenüber, im Zulassen des Bösen oder im Sich-verführen-Lassen. Bei Paulus erscheint die Sünde als eine Macht, die das Leben und das Zusammenleben bestimmt und die Menschen zu Sklaven ihrer Leidenschaften macht, denen sie entsprechend ausgeliefert sind (Röm 6,12–14 ).
Im Christentum bezeichnet Sünde des Weiteren die einzelne verwerfliche und daher sündige Tat (Verfehlung), die mit dem bösen Gedanken beginnt (Mt 15,19 ). Gedanken- und Tatsünden folgen aus der durch Unglauben verursachten Trennung (d. h. der Grundsünde). Böse Worte, verletzende oder unwahre Äußerungen also, sind nach biblischem Verständnis zu den Tatsünden zu zählen. Sünde kann auch als das Gegenteil von moralischer Verantwortung aufgefasst werden oder die Ursache für psychologisches Fehlverhalten sein.
Letztlich führt das In-der-Sünde-Bleiben dem christlichen Glauben zufolge zur Verurteilung im sogenannten Jüngsten Gericht Gottes, zu zweierlei Schicksal für Glaubende und Ungläubige: die Glaubenden kommen in den Himmel, die Ungläubigen in die Hölle (Dan 12,2 , Mt 25,46 ).
Ein Tatbestand gilt als verwerflich bzw. schlecht, weil Gott ihn als Sünde kennzeichnet, zum Beispiel durch die Zehn Gebote. Durch Sünden kommen andere Mitmenschen und der Sünder selbst direkt oder indirekt zu Schaden. Somit ist der Sünder nicht nur durch die Übertretung selbst, sondern auch durch ihre Folgen mit einer Schuld behaftet. Im Judentum wurde in Jerusalem bis zur Zerstörung des Zweiten Tempels durch die Darbringung von Opfern die Schuld gesühnt. Im Islam hingegen hat das Tieropfer seine Sühnebedeutung verloren (siehe unten, vgl. das islamische Opferfest). Im Christentum ist Jesus Christus das Opferlamm Gottes, das die Sünden der Welt hinwegnimmt (Joh 1,29 , Joh 1,36 , Offb 1,5 ), deshalb sind keine Tieropfer mehr nötig. Eng verbunden mit der Vergebung der Sünde sind das Bekennen und Bereuen derselben sowie die Buße als Abkehr von Fehlhaltungen und Fehlverhalten. Durch diese Reue und aufgrund der Heilstat Jesu Christi am Kreuz erfahren die Menschen Vergebung.
In anderen Religionen wird die Vergebung durch das Gnädigstimmen der Gottheit(en) erreicht (Verdienst, Selbsterlösung). Im Hinduismus und anderen vedischen Religionen werden unter Sünde Handlungen verstanden, die das Karma beeinflussen.
Umgangssprachlich wird unter „Sünde“ oft eine als falsch angesehene Handlung verstanden, ohne dass damit eine theologische Aussage impliziert wäre. In trivialisierter Form begegnet der Begriff beim Verstoß gegen Diätvorschriften („gegen die Linie sündigen“), Kleidermode-Ästhetikvorstellungen („Modesünde“) oder gegen Verkehrsregeln („Parksünder“).

## Etymologie
Der griechische Ausdruck ἁμαρτία (hamartía) des Neuen Testaments und das hebräische Wort chata’a oder chat’at (חַטָּאָה/חַטָּ֣את) des Tanach bedeuten Verfehlen eines Ziels – konkret und im übertragenen Sinn, also Verfehlung – und werden in deutschen Bibelübersetzungen mit Sünde wiedergegeben.
Wulfila übersetzte hamartía mit frawaúrhts (von frawaúrkjan, von gotisch waúrkjan, „wirken“, wurzelverwandt mit „Werk“). Das deutsche Wort Sünde (von althochdeutsch sunta bzw. suntea) hat eine gemeinsame westgermanische Wurzel mit Worten anderer germanischer Sprachen (englisch sin, altnorwegisch synd). Der Ursprung ist nicht genau geklärt. Vermutlich geht das Wort, wie lateinisch sunnia („Notstand des Seins“ in der Lex Salica), als Partizip mit der Bedeutung „das Seiende“ auf die indogermanische Wurzel *es- („sein“, althochdeutsch sīn) zurück. Im Deutschen wurde „Sünde“ erstmals als christlicher Begriff gebraucht.
Eine volksetymologische Deutung führt es auf das germanische sund zurück, weil Sund eine Trennung zweier Landmassen (durch eine Meerenge) bezeichne. Dem wird jedoch entgegengehalten, dass Sund im Gegenteil eine Enge, also eine Verbindung, zum Beispiel eine Meerenge, bezeichnet. Das Wort lässt sich nach einer anderen Erklärung allerdings vom altnordischen Verb sundr herleiten. Es bedeutet „trennen“ oder „aufteilen“ (vgl. deutsch „(ab)sondern“, heutiges Skandinavisch sondre und Schwedisch sönder „zerbrochen“). Damit wäre ein Sund eine Landtrennung oder ein Bruchspalt.

## Judentum
Im Judentum ist die Übertretung eines Gesetzes Gottes eine Sünde (hebräisch עבירה averah, deutsch ‚Übertretung, der Gebote‘). Die Gesetze sind dabei die Gebote der Tora, andere Vorschriften im Tanach sowie die im Talmud zusammengestellten Auslegungen. Nach jüdischem Verständnis begeht jeder Mensch im Laufe seines Lebens Sünden. Gott gleicht dabei die angemessene Strafe durch Gnade aus. Wie im Gebet Unetaneh tokef an Rosch ha-Schana und an Jom Kippur erwähnt wird, sind aufrichtige Reue und Umkehr (Jona 3,5–10 ), (Dan 4,27 ) sowie das Geben von Almosen zentrale Elemente der Sühne.
Das allgemeine hebräische Wort für Sünde ist aveira, wörtlich „Übertretung“ (eines Gebots).
Nach der Auslegung des Tanach werden drei Formen der Sünde unterschieden:
- Pesha oder Mered: Absichtlich begangene Sünde, in bewusster Auflehnung gegen Gott.
- Avon: Emotional begangene Sünde, bewusst, aber nicht in Auflehnung gegen Gott.
- Chet: Unbeabsichtigte Sünde

Nach jüdischer Lehre ist kein Mensch perfekt, und alle Menschen sündigen.
Diese Handlungen haben allerdings keine andauernde Verdammung zur Folge; nur wenige Sünden sind unvergebbar.
Nach dem babylonischen Talmud wird Gottes Gnade in dreizehn Attributen zusammengefasst:
1. Gott ist gnädig, noch bevor der Mensch sündigt, obwohl er weiß, dass der Mensch zur Sünde fähig ist.
2. Gott ist dem Sünder gnädig, nachdem jener gesündigt hat.
3. Gott kann sogar gnädig sein, wo es ein Mensch nicht vermag oder verdient.
4. Gott ist mitleidsvoll und erleichtert dem Schuldigen die Strafe.
5. Gott ist sogar denen gegenüber gnädig, die es nicht verdienen.
6. Gott lässt sich nicht leicht in Zorn bringen.
7. Gottes Freundlichkeit ist vielfältig.
8. Gott ist ein Gott der Wahrheit; daher gilt sein Versprechen, dem bekennenden Sünder zu vergeben.
9. Gott ist den zukünftigen Generationen freundlich, so wie die Nachkommen Abrahams, Isaaks und Jakobs seine Freundlichkeit erfuhren.
10. Gott vergibt bewusst begangene Sünden, wenn der Sünder bereut.
11. Gott vergibt das bewusste Verärgern seiner selbst, wenn der Sünder bereut.
12. Gott vergibt aus Irrtum begangene Sünden.
13. Gott vergisst die Sünden derer, die bereuen.

Juden sollen diese Prinzipien im Umgang mit den Mitmenschen anwenden.
Nach der Jüdischen Bibel waren die „Stiftshütte“ und später der Jerusalemer Tempel Orte, an denen die Hebräer bzw. die Israeliten Opfer bringen konnten, nachdem sie ihre Sünden vor Gott bereuten (hebräisch: kippär). Manche Sünden erforderten zusätzlich noch das Geständnis vor Gott. Priester führten die in der Tora festgelegten Rituale (Gesang, Gebet, Opfergaben) durch. Der Feiertag Jom Kippur ist ein spezieller Tag, an dem das ganze jüdische Volk zur Vergebung seiner Sünden zusammenkommt.
In den späteren Büchern der Propheten werden Rituale ohne echte Reue abgelehnt und die notwendige innere Einstellung der Bittsteller zu Reue und Umkehr erneut angemahnt.

## Christentum

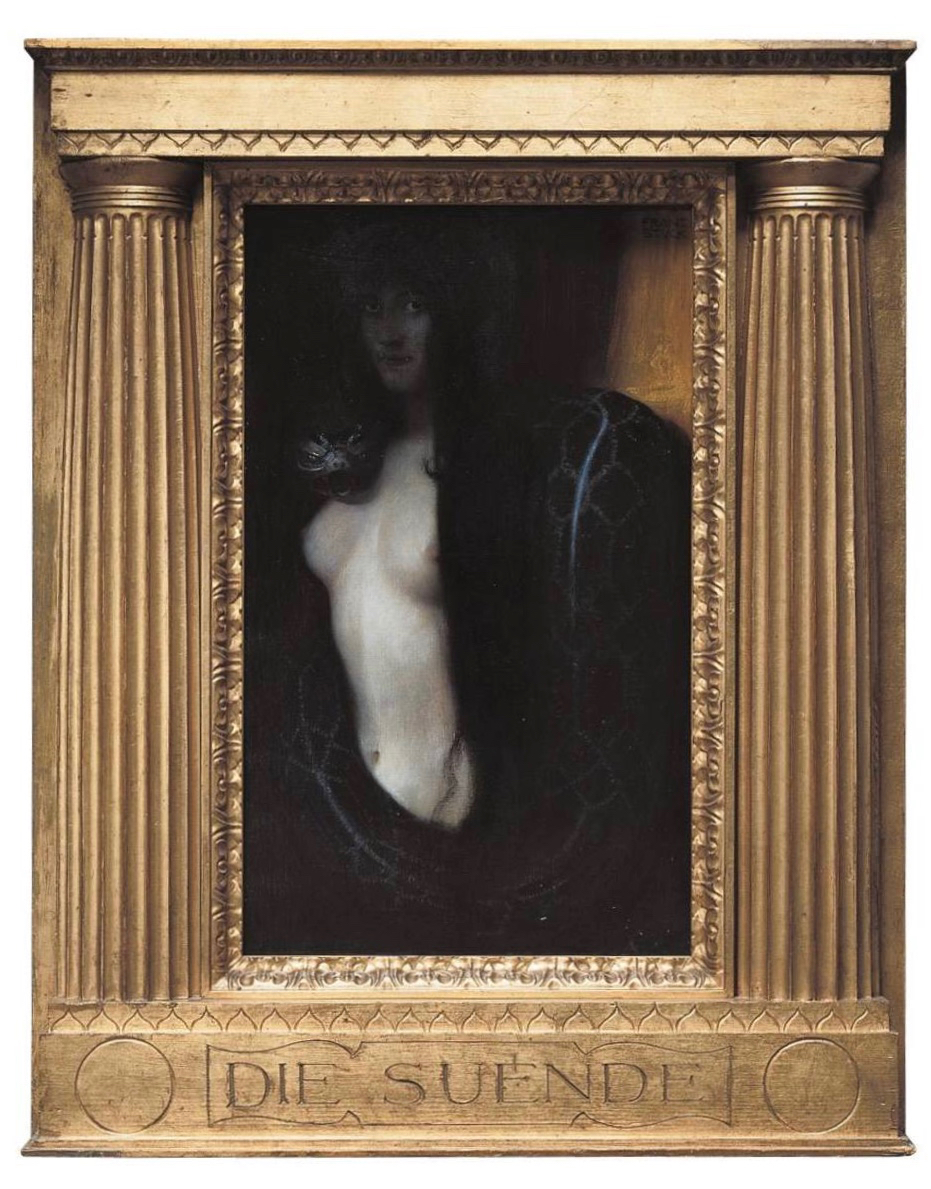
Franz von Stuck
Die Sünde, 1893, Neue Pinakothek

### Hintergründe, Begrifflichkeiten
Der Begriff der Sünde, und insbesondere seine Überwindung, hat im Christentum eine zentrale Bedeutung. Sünde bezeichnet hier den durch den Menschen verschuldeten Zustand des Getrenntseins von Gott und ebenso einzelne schuldhafte Verfehlungen gegen Gottes Gebote, die aus diesem Zustand resultieren. (Zu konfessionellen Unterschieden siehe unten.)
Bei Sünde, die damit auch mit Schuld (vermeintlich zuweilen auch mit irdischer Strafe) einhergehen kann, unterscheidet man zwischen den Begriffen debitum (lateinisch Schuld) und culpa (Verfehlung) und dem hamartia (griechisch ἁμαρτία). Während culpa sich auf Tat- oder Unterlassungsschuld, also auf ein konkretes zwischenmenschliches Fehlverhalten bezieht, meint debitum die Schuld als ein basales Phänomen im menschlichen Dasein, so gesehen eine existenzielle Schuld, die dem Handeln vorausgeht. Hamartia meint ursprünglich „ein Ziel nicht treffen“ und ist in seiner religiösen Bedeutung mit einem Verfehlen in der Gottes-, Menschen- und Selbstliebe zu umschreiben.
Die Lehre von der Sünde nennt man die Hamartiologie (auch, nicht ganz korrekt, „Hamartologie“). Im klassischen theologischen Denkgebäude ist die Hamartiologie ein Teil der Anthropologie (die Anthropologie wiederum ist ein Teil der Schöpfungslehre, die Schöpfungslehre ist ein Teil der Dogmatik, die Dogmatik ein Teil der Theologie). Grundsätzlich ist nach der christlichen Theologie jeder Mensch sündig. Jesus von Nazaret wurde allerdings nicht im Zustand der Sünde geboren und sündigte nicht.
Die christliche Sichtweise der Sünde bezieht ihre wichtigsten Aussagen aus alt- wie neutestamentlichen Texten und unterscheidet sich insofern teilweise von der jüdischen Theologie.

### Der christliche Sündenbegriff
Sünde thematisiert sich im Neuen Testament häufig im Kontext einer Sündenvergebung.
Danach zerstört die Sünde die vertrauensvolle Beziehung des Menschen zu Gott, die von diesem gewollt ist. Die vielen einzelnen Sünden (sündhaften Handlungen) werden als Symptome bzw. Folgen der einen Sünde gesehen, die im Leben ohne Gottesbeziehung besteht. Sünde im christlichen Sinn ist immer zugleich eine Verfehlung gegen Gott – das Sündigwerden an Mitmenschen als Gottes Geschöpfen ist implizit gegen deren Schöpfer gerichtet. Ein Beispiel gibt das Gleichnis vom verlorenen Sohn (Lk 15,11–32 ), in dem der Sohn sich eigentlich nur zwischenmenschlich verfehlt, aber dann zur Erkenntnis kommt: „Vater, ich habe gesündigt, gegen den Himmel und vor dir“ (Lk 15,18 ).
Im neutestamentlichen Verständnis ist kein Mensch von Natur aus frei von Sünde: „Wenn wir sagen, dass wir keine Sünde haben, führen wir uns selbst in die Irre, und die Wahrheit ist nicht in uns.“ (1 Joh 1,8 ). Sünden haben die Tendenz, weitere Sünden nach sich zu ziehen. Der Mensch hat keine Chance, im Alleingang frei von Sünde zu werden.
Konkrete Sünden, die im Neuen Testament erwähnt werden, sind: Entweihung des Tempels (Mk 11,15–18 ), Heuchelei (Mt 23,1–36 ), Habsucht (Lk 12,15 ), Gotteslästerung (Mt 12,22–37 ), Ehebruch (Mt 5,27–32 ), Prahlerei (Mt 6,1–18 ). Sündenlisten gibt es an mehreren Stellen des Neuen Testaments: in der Apostelgeschichte, in den Briefen von Paulus sowie in der Offenbarung des Johannes. Eine besondere Form der Sünde ist die Sünde wider den Heiligen Geist, welche nach Aussage des Neuen Testaments nicht vergeben wird.
In den Evangelien bzw. Paulusbriefen setzt man voraus, dass ein jeder Mensch sündig sei. Man kann hierbei folgende Sündenkonzepte unterscheiden:

#### Markus und Lukas
Im ältesten Evangelium nach Markus und dem Evangelium nach Lukas stehen Sünden für ein konkretes, individuelles ethisch-moralisches Fehlverhalten. Sünde wird im Gegensatz zu Jesus Christus gesetzt, der gekommen ist, sein Volk von dessen Sünden zu erlösen (Mk 1,21 ; Lk 5,32 ). Hierdurch teilt sich die Menschheit in Gerechte und Sünder, wobei Jesus speziell zu Letzteren gekommen ist.

#### Johannes
Im Evangelium nach Johannes wird darüber hinaus als Sünde noch der Unglaube der Welt (Joh 16,9 ), die Knechtschaft, die Teufelskindschaft, die geistige Blindheit, die Eigenliebe und der Hass bezeichnet. Die Folge der Sünde ist ähnlich wie bei Paulus der Tod. Das johannische Konzept nimmt die Metapher eines Rechtsstreites zwischen dem Offenbarer und der noch ungläubigen Welt, aus dem Christus als Gerechtfertigter hervorgeht und die Welt ihrer Sünden überführt wird. Der Paraklet, mit dem heiligen Geist identifiziert, übernimmt in der nachösterlichen Zeit die Rolle des Anklägers und Richters der sündigen Welt.

#### Paulus
Für Paulus von Tarsus in den Paulusbriefen hat die Sünde neben der individuellen eine strukturelle Dimension, die aber von Gott her aufgebrochen werden kann (Gal 3,22). Während Markus und Lukas in ihren Evangelien oft von Sünden, also im Plural gesetzt sprechen, spricht Paulus von Sünde im Singular. Für ihn wird Sünde zu einer in jeder menschlichen Existenz vorgängige, verhängnisvolle Macht. So wird der Mensch sich immerfort im Bereich der Sünde und des Todes vorfinden und sei dadurch in eine von ihm nicht verursachte unheilige Situation verstrickt. Indem er Glied der Menschheit ist, betrifft ihn die Macht der Sünde. Dennoch sei auch diese Form der Sünde nicht nur Verhängnis, sondern auch eine Tat, für die man sich verantworten müsse (Röm 14,23).

### Biblische Sicht

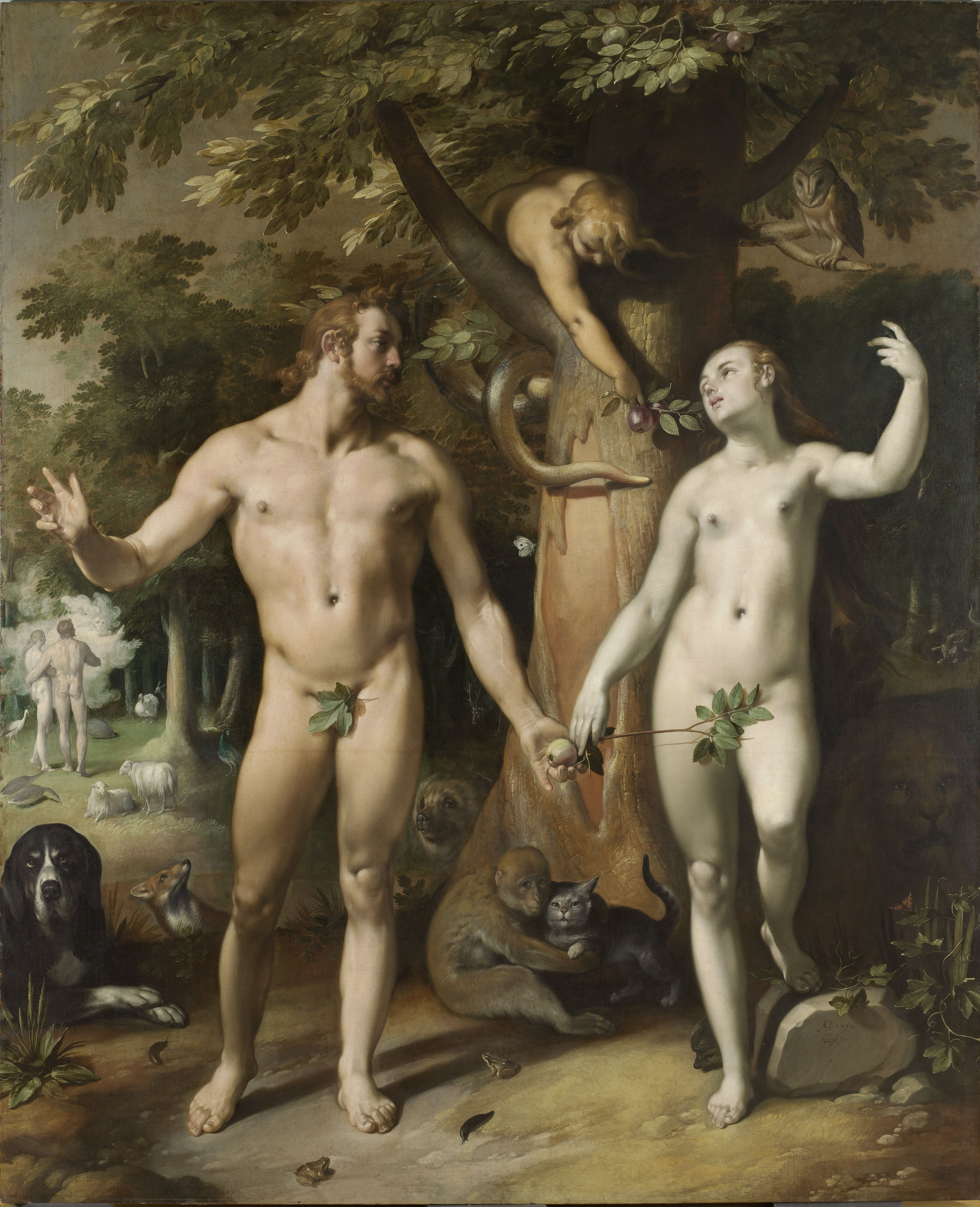
Der Sündenfall von Adam und Eva

Sünde ist der von Menschen verursachte Grund für die geistliche Trennung von Gott, welche von Gott nicht gewollt ist (Jes 59,1 ). Diese Trennung von Gott wird auch als „Wandeln in der Finsternis“ bezeichnet (Apg 26,17f ). Sünde bewirkt den Tod. Damit ist nicht nur die jetzige Trennung gemeint, sondern die ewige Trennung von Gott (Röm 6,23 ). Umgekehrt bedeutet die Vergebung der Sünde ewiges Leben. Sünde stört aber nicht nur die Beziehung mit Gott, sondern auch zu unseren Mitmenschen (Lk 15,21 ). Hauptsächlich wendet sich Sünde jedoch gegen Gott (Ps 51,6 ).
Die Bibel setzt Sünde auch mit Gesetzlosigkeit (1 Joh 3,4 ) bzw. mit Ungerechtigkeit gleich (1 Joh 5,17 ). Daraus ergibt sich der Zusammenhang von Sünde und Gesetzesübertretung. Durch Gottes Gesetz wird die Sünde erkannt (Röm 3,20 ). Da jeder Mensch mindestens einmal in seinem Leben gegen Gottes Gesetz verstößt, ist jeder Mensch von sich aus ein Sünder (Röm 3,23 ).
Die Zurechnung von Übertretungen setzt die Kenntnis (Röm 5,13 ) und Gültigkeit (Röm 6,14 ) des Gesetzes voraus. Nicht aus eigener Kraft wird der Mensch gerettet, sondern durch Gottes Gnade (Eph 2,8f ).

### Erkenntnis der Sünde
Die Gebote Gottes (an erster Stelle die Zehn Gebote) machen die Sünde und die Sünden erkennbar, nämlich als Maßstab (Röm 7,7–13 ). Das wird in Beichtspiegeln angewendet, etwa bei der Vorbereitung auf die Beichte durch ein Betrachten einer Liste der zehn Gebote mit möglichen Verstößen.
Anstelle einer Konzentration auf mögliche Sünden wird mitunter eher die Gottesbegegnung empfohlen. So erläutert das Bekenntnis der Baptisten:
In der Begegnung mit Jesus Christus erfahren wir das Böse in uns und in gesellschaftlichen Strukturen als Sünde gegen Gott.
Das selbstkritische Erkennen des eigenen Betroffenseins von Sünde, die Erkenntnis der Sünde, fällt den meisten Menschen schwer. Leichter ist solches Erkennen in Bezug auf die Menschheit insgesamt, als Kollektiv also. Hier lässt sich Sünde erkennen an der mangelnden Offenheit, auf Gott zu hören, an dramatischen Gräueltaten sowie an ungerechten gesellschaftlichen Strukturen. Ohne nun bestimmte Sünden individuell zuzuordnen (dem oft die komplexe Realität entgegensteht), kann der einzelne Mensch sich doch als mitverantwortlicher Teil des sündenverstrickten Kollektivs sehen.

### Ostkirche
Die Orthodoxe Kirche hebt insbesondere den Effekt der Sünde auf die Beziehungen zwischen Mensch und Gott sowie die zwischenmenschlichen Folgen hervor. Daher wird bei der Erlösung die Aussöhnung und erneuerte Beziehung betont.

### Römisch-katholische Kirche

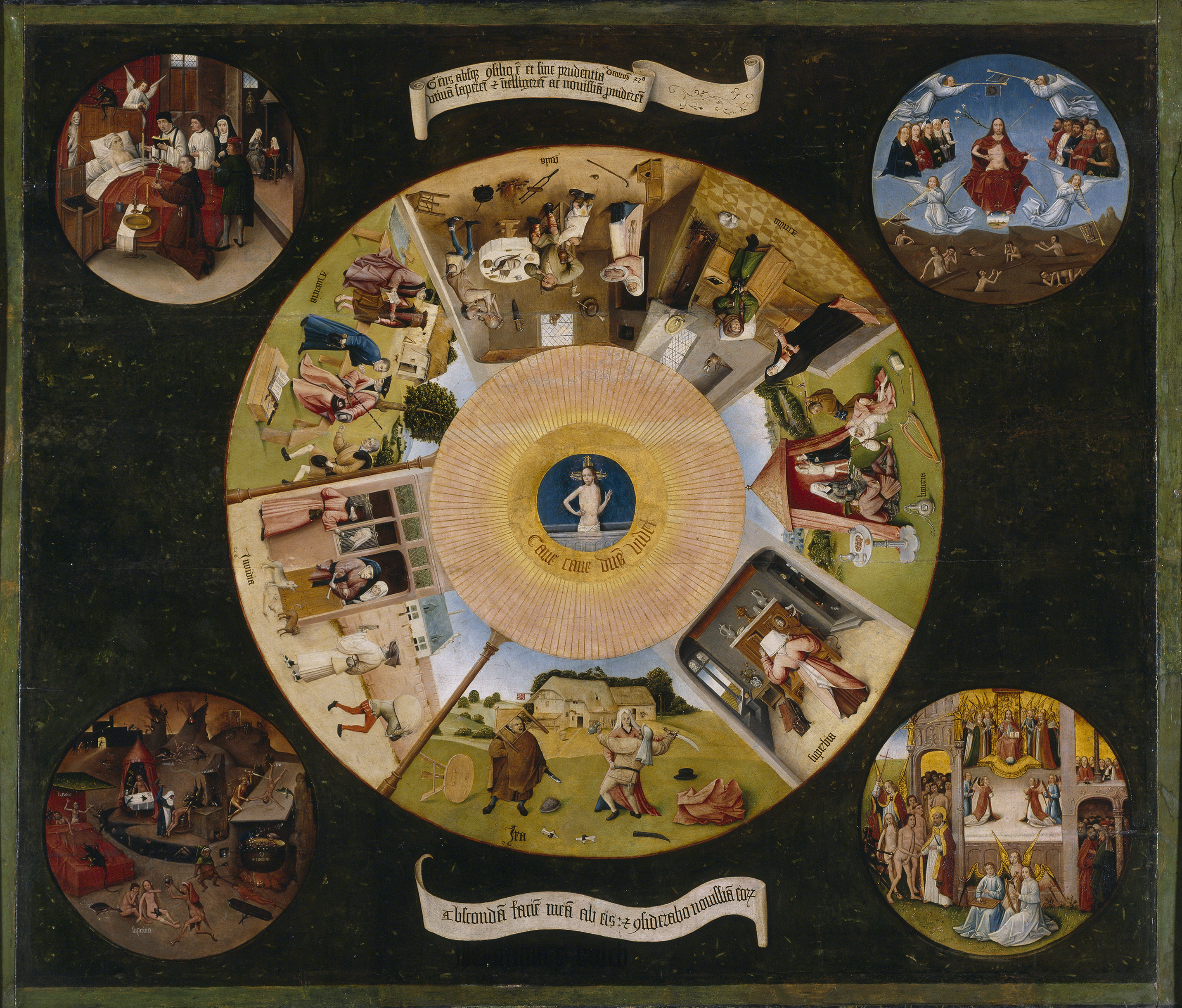
Ölgemälde der sieben Todsünden von Hieronymus Bosch (1485)

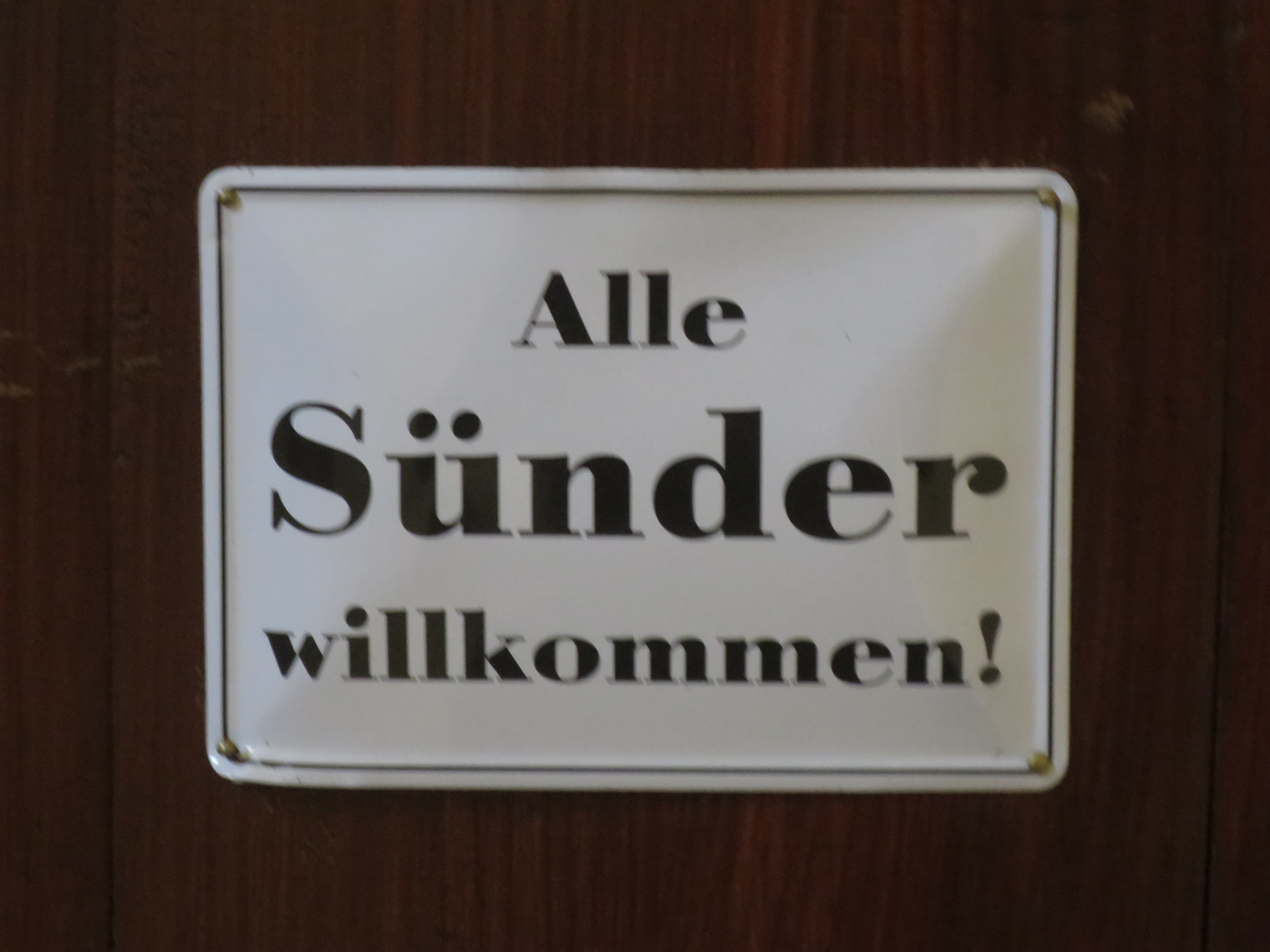
Beichtstuhl-Beschriftung in der Abteikirche Otterberg

Westliche Kirchen (katholische Kirchen, evangelische Kirchen) sehen eher den rechtlichen Aspekt, der dann auch bei der Erlösung eine Rolle spielt. Die römisch-katholische Kirche versteht unter Sünde nur die Handlung selbst, während die Kirchen der Reformation die menschliche Natur selbst als sündhaft bezeichnen.
In der römisch-katholischen Kirche beschäftigt sich die Moraltheologie mit der Sündenlehre. Es sind aus der moraltheologischen und katechetischen Tradition her rührende Begriff der christlichen Theologie.
Die römisch-katholische Kirche kennt eine begrifflich ausgearbeitete Lehre bezüglich der Sünde und des Bußsakramentes.
Nach römisch-katholischer Lehre hat die Erbsünde (lateinisch peccatum originale oder peccatum hereditarium) zwar die ursprüngliche Vollkommenheit des Menschen beeinträchtigt, aber nicht vollständig ausgelöscht. Durch die Taufe wird die Erbsünde, nicht aber die Neigung zur Sünde, die sogenannte Konkupiszenz vollständig beseitigt und zieht keine weitere Schuld nach sich. Daher ist der gefallene Mensch von sich aus bestrebt, Gottes Vergebung und Erlösung zu suchen. Methodistische und wesleyanische Kirchen, die zu den evangelischen Kirchen gehören, teilen diese Sichtweise.
Die Sünden lassen sich in sichtbare Handlungen – wie etwa Totschlag oder Diebstahl –, in Haltungen – wie Neid oder Habgier, die zu weiteren Sünden führen können, sogenannte Wurzelsünden – und in Unterlassungssünden (Jak 4,17 ) unterscheiden. Sünden, die jemand aus freiem Willen und in voller Erkenntnis dessen verübt, dass es sich um eine Sünde handelt, wiegen schwerer als lässliche Sünden.
Die katholische Lehre unterscheidet zwischen Todsünden ((lateinisch peccatum mortiferum oder lateinisch mortale) das heißt schweren Sünden) sowie lässlichen Sünden (lateinisch peccata venialia). Das vorsätzliche Auslöschen des Lebens eines Mitmenschen gilt als zum Himmel schreiende Sünde (lateinisch peccatum clamans).
In der Lehre der römisch-katholischen Kirche kommt auch den Mitchristen des Sünders eine Verantwortung zu, insbesondere bei schweren Sünden: Der Katholische Erwachsenen-Katechismus nennt die „Pflicht zur brüderlichen Zurechtweisung“; diese wird in der christlichen Tradition als ein Werk der Barmherzigkeit angesehen, und nimmt Bezug auf die Heilige Schrift (Mt 18,15–17 , 1 Tim 5,1 , Gal 2,11–14 ).

### Evangelische Kirchen
Die Auswirkung der Erbsünde wird in vielen reformatorischen Kirchen anders gesehen. Am prägnantesten formulierte dies der Calvinismus, aber auch lutherische Kirchen kennen teilweise ähnliche Bestimmungen. Danach ist der Mensch durch die Erbsünde in einem Zustand „totaler Verderbtheit“ gefangen – also der vollständigen Abkehr von Gott, das heißt der Fixierung auf sich selbst und die Welt. Dies kann allein durch Gottes Initiative und Gnade (sola gratia) durchbrochen werden. Der damit geschenkte Glaube (sola fide) erhalte den Menschen im Zustand der Gnade.

### Von der Sünde freigesprochen
Die Frage, wer von der Sünde freigesprochen wird und wie dies geschieht, wird innerhalb christlicher Kirchen unterschiedlich gesehen. Es lassen sich jedoch einige Gemeinsamkeiten feststellen.
Im Vordergrund steht die Gnade, die dem Menschen ohne sein Zutun geschenkt wird: die sogenannte Gerechtmachung des Sünders oder auch Rechtfertigung. Umstritten ist, inwiefern der Mensch sich aus eigenen Kräften schon Gott zuwenden kann. Im Zustand der Gnade jedenfalls erkennt der Mensch an, dass Gott in Jesus Christus als dem Heiland die Sünde(n) vergibt. Von Bedeutung für die Befreiung von der Sünde sind die Sakramente der Taufe und des (nicht einheitlich verstandenen) Abendmahls: die Taufe zur Aufnahme in die Glaubensgemeinschaft („Leib Christi“), das Abendmahl als immer wieder aufs Neue zugesprochene Sündenvergebung durch Gott.
Der Christ wird durch den seelsorgerlichen Akt der Sündenvergebung von den Sünden freigesprochen, und die Gnade Gottes wird ihm zugleich zugesprochen; im Laufe der Christentumsgeschichte entwickelte sich der formale Vorgang des Bekennens (Beichte) vor einem Priester und evtl. der von diesem auferlegten Buße. Im Einzelnen gibt es heute diesbezüglich jedoch Unterschiede:
- In der römisch-katholischen Kirche gibt es das Bußsakrament, bei dem die Sünden einem Priester gebeichtet werden, durch den Jesus Christus diese vergibt. Zusätzlich kann der Priester Bußübungen auftragen.
- Nach dem Verständnis der orthodoxen Kirche werden Sünden im Beisein eines Priesters direkt Jesus Christus gebeichtet, der dabei meist durch eine Ikone repräsentiert wird. Der Priester empfiehlt dann teilweise Bußübungen, nach deren Erfüllung er den Sünder im Namen Gottes von den Sünden losspricht.
- In nahezu allen evangelischen und anglikanischen Kirchen gibt es üblicherweise bei jedem Abendmahl das gemeinsame Sündenbekenntnis mit Zuspruch der Vergebung durch den Pfarrer.
- Ein Beichtsakrament wie in der römisch-katholischen Kirche existiert in den evangelischen Kirchen nicht. Grundlegend ist die Annahme, dass der Christ sich während seines Lebens in einem Übergang vom Sündersein zum Gerechtsein befindet; deswegen ist die immer wieder aufs neue zugesprochene Sündenvergebung notwendig. Sie wird also entweder im Rahmen des Abendmahls sowie im Sprechen des Glaubensbekenntnisses selbst zugesprochen. Dies geschieht ebenso in der Taufe. Darüber hinaus ist es Aufgabe des von der Gemeinde delegierten Pfarrers, in seelsorgerlichen Situationen Vergebung zuzusprechen. Dies kann aber ebenso ein Mitchrist (der kein Geistlicher sein muss) tun. Entscheidend dafür ist die Vorstellung des Priestertums aller Gläubigen.

Siehe auch: Ablass

### Sühne
Sühne ist der Vorgang, durch den der Sünder wieder mit Gott versöhnt wird. Diese ursprünglich jüdische Lehre wurde zu einer zentralen Lehre in der christlichen Theologie. Die Sünde wird durch die Sühne aufgehoben; nach christlicher Lehre geschah diese Erlösung „in, mit und unter“ Kreuzigung und Auferstehung Jesu Christi. Im Laufe der Geschichte gab es unterschiedliche Ansätze, um die Bedeutung dieser im Christentum so zentralen Gegebenheit zu erfassen.
Das Neue Testament geht von der Ähnlichkeit mit dem jüdischen Tieropfer (Sühneopfer) im Tanach aus, das die Sünden abträgt.
Die Fragen zur Bedeutung des Todes und den Grund des Sterbenmüssens sind im Laufe der Geschichte folgendermaßen beantwortet worden:
- Origenes lehrte, dass der Tod Christi ein dem Satan gezahlter Preis sei, um seine gerechtfertigte Forderung nach den Seelen der sündigen Menschen abzugelten.
- Irenäus von Lyon lehrte, dass Christus in sich selbst alle Sünden aufnahm und somit die aus Adams Ungehorsam bedingte Erbsünde ausglich.
- Athanasius der Große lehrte, dass Christus kam, um Tod und Korruption zu besiegen und um die Menschheit wieder in Gottes Bildnis zu versetzen.
- Gregor von Nazianz lehrte, dass der Tod Christi ein höchst freiwilliges Opfer des selbst göttlichen Christus an Gott sei, jedoch nicht um dessen Zorn zu befriedigen oder ihn mit der Menschheit zu versöhnen, sondern um umgekehrt die Menschen mit Gott zu versöhnen.
- Anselm von Canterbury lehrte, dass Christi Tod Gottes Gerechtigkeitssinn zufriedenstelle. Diese Lehre ist in Anselms Cur deus homo entwickelt.
- Petrus Abaelardus sah Christi Leiden (Passion) als Gottes Leiden mit seiner Schöpfung, wodurch er seine Liebe zeigte.
- Johannes Calvin lehrte, dass Christus, der einzige Mensch ohne Sünde, freiwillig die Strafe aller Menschen Sünden auf sich nahm und stellvertretend gebüßt hat.
- Karl Barth sah den Tod Christi als ein Zeichen der Liebe Gottes und seines Hasses der Sünde.

Diese Ansichten lassen sich (mit Einschränkungen) folgendermaßen gruppieren:
- Ersatz: Gott nahm in Christus die Strafe für die Sünden der Menschheit auf sich, damit die Glaubenden der Strafe entrinnen können.
- Beispiel: Der Tod Christi zeigt dem Christen, was es bedeutet, sich dem Willen Gottes zu unterwerfen; dadurch wird der Weg zum ewigen Leben aufgezeigt.
- Offenbarung: Christi Tod offenbart dem Christen das Wesen und die Liebe Gottes und zeigt die versprochene Auferstehung.
- Sieg: Der Tod Christi besiegte den Tod und gibt den Toten ewiges Leben.

Ein vollständiges Verständnis der christlichen Vorstellung von Sühne erfordert eine Kombination dieser Punkte.

### Befreiung von der Sünde
Das Freiwerden von der Sünde betrifft erstens das Freigesprochenwerden, so dass die Sünde nicht mehr angerechnet wird. Zweitens kann damit gemeint sein, dass die sündhafte Handlung nicht mehr begangen wird, oder zumindest die Neigung dazu schwächer wird („Sieg über Sünde“). Das ist ein wichtiges Anliegen der Seelsorge. Manche Neigungen werden geradezu als Bindung oder Zwang erlebt: Der Mensch begeht diese Sünde, obwohl er den Wunsch hat, sie nicht mehr zu begehen. Das Lösen von Gewohnheiten ist ein Vorgang, der sich mitunter über längere Zeit hinzieht.

### Erbsünde
Das christliche Konzept der Erbsünde beschreibt einen überindividuell – für den Einzelnen von Geburt an – bestehenden Zustand der Sünde, der irreversibel ist und nur durch die Gnade Gottes beseitigt werden kann (evangelisch), oder aber der Neigung zur Sünde, die vom Individuum handelnd aktualisiert und dadurch bejaht wird, solange die Gnade ihm nicht zu Hilfe kommt (katholisch).

## Islamische Sichtweise
Im Islam ist der Mensch ständig der Versuchung ausgesetzt, Sünden zu begehen. Diese bestehen darin, Gottes Willen oder seine Schöpfung zu verletzen.
Der Islam versteht Sünde als Ungehorsam gegen Gott, seinen Auftrag oder sein Gesetz. Sünde ist die „absichtliche Übertretung der göttlichen Norm“ (Smail Balić) in Gedanken, Worten und Taten.
Der Koran beschreibt die erste Sünde der ersten Menschen (Adam und Eva) als Folge der Irreleitung durch Satan (2:36–38). Der Islam lehnt aber die Vorstellung ab, dass die Sünde dieser beiden auf ihre Nachkommen vererbt wurde. Der Koran verweist in diesem Bezug auf die Barmherzigkeit Gottes und dessen Macht zu vergeben, entlastet also den Menschen von der sogenannten „Erbsünde“ und ihren Folgen. Ein Mensch wird rein geboren und wird so lange rein bleiben, bis er sich aus seinem eigenen Willen gegen Gott versündigt. Erst dann spricht der Islam von einer Sünde. Sünden kann man nicht an reine Menschen vererben; reine Menschen dürfen, allein aus Gottes Gerechtigkeit, nicht für die Sünden anderer Menschen verantwortlich gemacht werden.

### Unterscheidung
Unterschieden werden drei Gruppen, nämlich leichte Verfehlungen (wie sündhafte Gedanken), schwere moralische Sünden und die Todsünde „Unglaube“. Unglaube selber kann auch wieder drei Formen haben: Die Nichtanerkennung Gottes (arab. kufr), 2. Vielgötterei (arab. schirk), 3. Abfall vom Glauben (arab. irtidad). Diese Unterscheidung gründet in der Aussage „Diejenigen, die die schweren Sünden und die schändlichen Taten meiden – abgesehen von leichten Verfehlungen – [dürfen auf Vergebung hoffen]. Wahrlich, dein Herr hat eine umfassende Vergebung.“ (Koran 53:32, vgl. auch 42:37; 4:31). Zum Unglauben wird gesagt: „Siehe, diejenigen, welche glauben und hernach ungläubig werden, dann wieder glauben und dann noch zunehmen an Unglauben, denen verzeiht Allah nicht und nicht leitet Er sie des Weges.“ (Sure 4:137 nach Max Henning; vgl. auch Sure 41:27).
Die Theologie ist sich jedoch uneins hinsichtlich der Anzahl der schändlichen Sünden. Nach Stieglecker soll Mohammed benannt haben:
1. Polytheismus und Götzendienst (schirk)
2. Auflehnung gegen die Eltern
3. Tötung eines Menschen
4. Meineid
5. Magie
6. Vernachlässigung des Pflichtgebets
7. Das Vernachlässigen von Gemeinschaftsgebeten ohne Entschuldigung (gilt für Männer)
8. Das Vernachlässigen des Freitagsgebets (gilt für Männer)
9. Keine Zakāt zahlen
10. Am Ramadan ohne Grund nicht fasten
11. Den Haddsch nicht verrichten, obwohl man es könnte und die Voraussetzungen erfüllt sind bzw. erfüllen kann
12. Vernachlässigung der Verwandten
13. Zinā (außerehelicher Geschlechtsverkehr)
14. Homosexualität und das Nachahmen des anderen Geschlechts (Transvestitismus)
15. Prostitution und Zuhälterei
16. Zinsen nehmen und geben
17. Veruntreuung des Vermögens von Waisen
18. Lügen im Namen Gottes oder Seines Gesandten
19. Hochmut und Arroganz
20. Rauschmittel (Alkoholische Getränke und Drogen)
21. Diebstahl und Raub
22. Ungerechtes Verhalten und das ungerechte Richten
23. Erpressung von Schutzgeld
24. Häufiges Lügen
25. Bestechung (nehmen und geben)
26. Eine Frau heiraten und sich wieder von ihr scheiden lassen, nur damit sie wieder ihren früheren Exmann heiraten kann (arabisch: Muhalil und Muhalalu-lah).
27. Das Nichtreinigen der Ausscheidungsorgane nach dem Wasserlassen, bzw. nach der Notdurft
28. Riyaa (kleiner Schirk): Die Zurschaustellung der guten Taten und gottesdienstlichen Handlungen mit der Absicht, nicht in erster Linie Gottes Geboten zu folgen, sondern einen guten Eindruck auf die Menschen zu machen.
29. Das Verbergen von Wissen
30. Verrat
31. Vorhaltungen machen
32. Das gegenseitige Bespitzeln und Ausspionieren
33. Verbreiten von Gerede, Klatsch, Tratsch und Gerüchten und viel Sinnloses reden
34. Fluchen
35. Das Nichteinhalten geschlossener Verträge
36. Der Glaube an die Aussage der Astrologen (Horoskope) und Wahrsager
37. Überheblichkeit und Respektlosigkeit gegenüber dem Ehepartner (das gilt für Frauen und Männer)
38. Bildhauerei
39. Übertriebene emotionale Ausbrüche bei Todesfällen (Zerreißen der Kleider, Haare ausreißen, lautes Weinen und Klagen etc.)
40. Unterdrückung der Schwachen
41. Das Belästigen des Nachbarn
42. Das Schädigen und Beschimpfen der Menschen, insbesondere der Muslime
43. Tragen von Seide und Gold für Männer
44. Das Schächten von Vieh unter Anrufung eines anderen Namens anstelle des Namens von Gott „Allah“
45. Das Vortäuschen falscher Abstammung
46. Das Vorenthalten von Trinkwasser
47. Das Betrügen beim Messen und Wiegen
48. Das Schädigen von Erben durch das Testament
49. Betrug und Habgier
50. Das Zürnen im Unrecht
51. Neid
52. Heuchelei
53. Das Verachten von Armen und Schwachen und das Achten der Reichen wegen ihres Vermögens
54. Das Horten von Vermögen und Geiz
55. Die Veruntreuung von Geldern und Ähnliches

Der Unglaube (kufr) ist die größte Sünde und verwirkt das Heil des Betroffenen, er gelangt nicht ins Paradies.

#### Bewertungsansatz von al-Ghazālī
al-Ghazālī (1059–1111) bewertete die Schwere der Sünden nach dem Schema: a) Betrifft es Gott? b) Betrifft es Menschen? c) Betrifft es lebensnotwendige Mittel? Sünden gegen Gott und die Offenbarung galten ihm als die schwerwiegendsten, da sie den Eintritt ins Paradies verwehrten. Darauf folgten Delikte gegenüber Mitmenschen wie Mord, Totschlag, Verstümmelung, Gewaltanwendung, Homosexualität oder Ehebruch. Die dritte Sparte enthielt Eigentumsdelikte, „Aneignung des Gutes der Waisen durch den bestellten Vormund“, „Beraubung des Mitmenschen mit Hilfe einer falschen Zeugenaussage“ und die „Aneignung fremden Eigentums durch einen Verhehlungseid“ (H. Stieglecker).

### Erbsünde
Der Islam kennt keine Erbsünde. Zwar erinnert der Koran (7:19–25; 2:35–39; 20:117–124) an Sündenfall und Vertreibung aus dem Paradies (Gen 3,1–24 ), doch übernimmt er nicht die paulinische Lehre von der Erbsünde (Röm 5 ). Somit kennt der Islam konsequenterweise keine Erlösungstheologie.
Sünden werden vom Menschen selbst auf Erden angesammelt. Aus dieser Selbstverschuldung erwächst auch die Selbstverantwortung für das jeweilige Tun und Lassen des einzelnen Menschen.

### Sündenvergebung
Der Koran preist an vielen Stellen die Barmherzigkeit und Vergebungsbereitschaft Gottes (zum Beispiel: Sure 2:173.182.192.199.218). Gott vergibt dabei, „wem er will“ (zum Beispiel: Sure 2:285; 3:129). Als unverzeihlich gilt jedoch der Unglaube in seinen vielfältigen Formen.
Dazu gehören Polytheismus und Götzendienst (4:48.116), die Apostasie (4:137; vgl. 16:106f; 2:217; 3,86–91), den Glauben nur vorzuheucheln (63:3) und ein Leben in Unglauben bis zum Tode (47:34; 4:18). Menschen, welche diese Sünden begangen haben, wird Gott nicht verzeihen (vgl. 9:80; 63:6), selbst wenn Mohammed für sie eine Fürbitte (shafa’a) einlegte.
Alle anderen Sünden können prinzipiell Vergebung erlangen, soweit wahrhaftiger Glauben (vgl. 20:73; 26:51; 46:31) und die Ausrichtung am Leben Mohammeds gegeben sind: „Sprich: ,Wenn ihr Gott liebt, dann folgt mir, so wird Gott euch lieben und euch eure Sünden vergeben. Und Gott ist voller Vergebung und barmherzig.‘“ (3,31) Unter dieser Prämisse ist die Vergebung auch schwerer Sünden mittels Reue und Buße möglich (42:25; 4:17). Deshalb fordert der Koran Reue und Buße (zum Beispiel: 24:31; 66:8; 5:74), um Gott zu versöhnen (zum Beispiel: 5:39; 25:71). Wer Vergebung erfleht, dem wird vergeben (3:135–136). Kleinere Vergehen kann der Muslime derweil schon durch die gewissenhafte Erfüllung der religiösen Pflichten tilgen.

## Jugendsünde
Als „Jugendsünde“ oder auch „Jugendtorheit“ bezeichnet man im deutschen Sprachraum allgemein eine unüberlegte Handlung oder Torheit, die jemand im jugendlichen Alter begangen hat. Als übertriebener und oft scherzhaft gemeinter Begriff gilt der Terminus für eine Schöpfung in jungen Jahren oder zu Beginn eines Berufes, mit der sich der Betroffene später nicht mehr identifizieren kann und möchte.
Die sinngemäße Verwendung – beispielsweise „der Jugend Sünde“ oder „meiner Jugend Sünde“ – findet sich bereits Mitte des 17. Jahrhunderts. Anfang bis Mitte des 18. Jahrhunderts erfolgte die Zusammenschreibung und gegen Ende des 18. Jahrhunderts hatte sich „Jugendsünde(n)“ als Begriff etabliert.
Im juristischen Sinn ist die Jugendsünde eine Verfehlung, die aufgrund des Alters oder des Entwicklungsstadiums des Ausführenden als minder schwer eingeschätzt wird. Im Unterschied zur Sünde fehlt allerdings im Allgemeinen die religiöse Beurteilung der Tat. Unterscheiden lassen sich hierbei
- Handlungen, bei denen andere nur geringfügig geschädigt werden (zum Beispiel Streiche) und die, falls sie überhaupt strafrechtlich relevant sind, unter das Jugendstrafrecht fallen.
- Überzeugungen oder Tätigkeiten, die im früheren Kontext des Handelnden akzeptiert wurden, ihm im Nachhinein aber peinlich sind. Hierunter fallen zum Beispiel Modetrends, Überzeugungen oder die Mitwirkung an Filmen. Entscheidend ist hierbei neben dem zeitlichen Abstand, dass sich das Umfeld des Handelnden grundlegend geändert hat.

### Religionswissenschaft
- Harold G. Coward: Sin and Salvation in the World Religions. A Short Introduction. Oneworld, Oxford 2003; ISBN 1-85168-319-4.
- David Konstan: Sünde. In: Reallexikon für Antike und Christentum. Band 31, Hiersemann, Stuttgart 2023, ISBN 978-3-7772-2307-0, Sp. 299–332 (zur griechisch-römischen, jüdischen und frühchristlichen Welt).
- Gustav Mensching: Die Idee der Sünde. Ihre Entwicklung in den Hochreligionen des Orients und Occidents. Leipzig 1931 (ein religionswissenschaftlicher Klassiker)
- Bernhard Mensen (Hrsg.): Schuld und Versöhnung in verschiedenen Religionen. Steyler, Nettetal 1986; ISBN 3-87787-210-7.

### Judentum
- Jonathan Klawans: Impurity and Sin in Ancient Judaism. University Press, Oxford 2004; ISBN 0-19-517765-7.
- Pinchas Lapide: Von Kain bis Judas. Ungewohnte Einsichten zu Sünde und Schuld. Gütersloh 1994, ISBN 3-579-01439-0 (Gütersloher Taschenbücher 1439).

### Christentum
- Dorothea Sitzler-Osing, Rolf P. Knierim, Stefan Schreiner u. a.: Art. Sünde I. Religionsgeschichtlich II. Altes Testament III. Judentum IV. Neues Testament V. Alte Kirche VI. Mittelalter VII. Reformationszeit und Neuzeit VIII. Praktisch-theologisch. In: Theologische Realenzyklopädie 32 (2001), S. 360–442 (umfassender Überblick).
- Schuld und Vergebung. Festschrift für Michael Beintker zum 70. Geburtstag, hg. von Hans-Peter Großhans, Herman J. Selderhuis, Alexander Dölecke und Matthias Schleiff, Tübingen 2017.
- Gianfranco Ravasi: Sünde. Versuche vom verfehlten Leben. EOS Verlag, St. Ottilien 2013, ISBN 978-3-8306-7641-6.
- Thomas Schumacher: Eine kurze Geschichte der Sünde: biblische, geistesgeschichtliche und theologische Perspektiven. Pneuma Verlag, München 2021, ISBN 978-3-942013-54-3.

#### Biblisch
- Georg Fischer, Knut Backhaus: Sühne und Versöhnung. Perspektiven des Alten und Neuen Testaments. Echter, Würzburg 2000, ISBN 3-429-02173-1.
- Marius Reiser: Sünde und Sündenbewusstsein in der Antike, bei Paulus und bei uns. In: Erbe und Auftrag 77 Jg. (2001), S. 455–469.
- Robert Koch: Die Sünde im Alten Testament. Lang, Frankfurt am Main 1992, ISBN 3-631-44657-8.
- Hubert Frankemölle (Hrsg.): Sünde und Erlösung im Neuen Testament (= Quaestiones Disputatae 161). Herder, Freiburg i. Br. 1996, ISBN 3-451-02161-7 (Kongressbeiträge).
- Sünde und Gericht (= Jahrbuch für Biblische Theologie, Jg. 9), mit Beiträgen von Michael Beintker u. a. Neukirchener Verlag, Neukirchen-Vluyn 1994, ISBN 3-7887-1500-6.

#### Dogmengeschichte, Moraltheologie, Sozialethik und Psychologie
- Sigrid Brandt u. a.: Sünde. Ein unverständlich gewordenes Thema. Neukirchener, Neukirchen-Vluyn 1997, ISBN 3-7887-1568-5.
- Thorsten Dietz: Sünde. Was Menschen heute von Gott trennt. SCM, Witten 2016 (kritisch besprochen in den AfeT-Rezensionen).
- Ralf Dziewas: Die Sünde der Menschen und die Sündhaftigkeit sozialer Systeme. Überlegungen zu den Bedingungen und Möglichkeiten theologischer Rede von Sünde aus sozialtheologischer Perspektive. Lit, Münster 1995, ISBN 3-8258-2352-0.
- Christof Gestrich: Die Wiederkehr des Glanzes in der Welt. Die christliche Lehre von der Sünde und ihrer Vergebung in gegenwärtiger Verantwortung. 2. Auflage Tübingen 1995.
- Hanns-Stephan Haas: „Bekannte Sünde“. Eine systematische Untersuchung zum theologischen Reden von der Sünde in der Gegenwart. Neukirchener, Neukirchen-Vluyn 1992, ISBN 3-7887-1409-3 (Neukirchener Beiträge zur systematischen Theologie 10).
- Ted Peters: Sin. Radical Evil in Soul and Society. Eerdmans, Grand Rapids 1994, ISBN 0-8028-3764-6.
- Josef Pieper: Über den Begriff der Sünde. Kösel, München 1977, ISBN 3-466-40161-5.
- Gerhard Schulze: Die Sünde. Das schöne Leben und seine Feinde. Hanser, München 2006, ISBN 3-446-20672-8.
- Meinolf Schumacher: Sündenschmutz und Herzensreinheit. Studien zur Metaphorik der Sünde in lateinischer und deutscher Literatur des Mittelalters. Fink, München 1996, ISBN 3-7705-3127-2 (Münstersche Mittelalter-Schriften 73) (Digitalisat).
- Themenheft der Zeitschrift Lebendige Seelsorge (1/2007): Sünde – Schuld – Vergebung, ISSN 0343-4591 (auch online verfügbar (Memento vom 19. September 2011 im Internet Archive)).

### Islam
- Artikel Sünde; in: Lexikon des Islam; S. 699ff
- Hermann Stieglecker: Die Glaubenslehren des Islam. Schöningh, Paderborn 1962, S. 625–656.
- Ludwig Hagemann: Moralische Normen und ihre Grundlegung im Islam. Verlag für christlich-islamisches Schrifttum, Altenberge 1982
- Heinrich Speyer: Die biblischen Erzählungen im Qoran. 2. Auflage, Georg Olms, Hildesheim 1961.
- Arent Jan Wensinck: Art. Khati’a. In: Handwörterbuch des Islam. Brill, Leiden 1976, S. 307–310.